# Kunstverein der Diözese Rottenburg-Stuttgart
Der Kunstverein der Diözese Rottenburg-Stuttgart e. V. ist ein am 23. Juni 1852 gegründeter Verein des Bistums Rottenburg-Stuttgart in Rottenburg am Neckar. Zweck des Vereins ist die Wiederbelebung und Erneuerung christlicher und kirchlicher Kunst. Seit 1938 gibt der Verein unter dem Titel Heilige Kunst ein Jahrbuch heraus. Der Verein hat sechshundert Mitglieder.

## Geschichte
Nach Jahren eines Spannungsverhältnisses der römisch-katholischen Kirche mit dem Königreich Württemberg aufgrund der Auflösung des Bistums Konstanz und der geistlichen Territorien gründeten vier Diözesangeistliche Franz Josef Schwarz (Böhmenkirch), Friedrich Laib (Rechberghausen), Ignaz Hermann (Eybach) und Eduard Ortlieb (Drackenstein) den Rottenburger Diöcesan-Verein für Christliche Kunst in Geislingen an der Steige. Schon 1854 gab der Verein eine eigene Zeitung mit dem Namen Kirchenschmuck heraus. Der Verein machte es sich zur Aufgabe christliche und kirchliche Kunst in den Bereichen der Paramentik, Goldschmiedekunst, Kirchenmalerei, Kirchenmusik und des kirchlichen Bauwesens zu erneuern und wiederzubeleben.
Über die Jahrhunderte wurde der Verein zu einem Gremium, dessen Urteil und Empfehlungen im Referat Kirchliches Bauen und christliche Kunst, Bischöflichen Bauamt und der Kommission für sakrale Kunst im Ordinariat des Bistums Gehör fand. Eine Satzungsänderung aus dem Jahre 2004 präzisierte den Zweck des Vereins. Er soll das Verständnis für alte und neue Kunst fördern, sie wissenschaftlich erforschen und darstellen und sich für zeitgenössische Kunst in der Kirche einsetzen. Der Verein soll ein Raum der Begegnung für Künstler und Kirche sein. Der Verein wirkt im Geist der Liturgie und im Dienst der Seelsorge.

## Sonstiges
Der Verein führte religiöse Einkehrtage für Künstler bis 1966 im Kloster Beuron, später zusammen mit der Erzdiözese Freiburg auf der Insel Reichenau durch. Auf Initiative von Walter Kasper stiftete der Verein erstmals 1998 den Kunstpreis der Diözese Rottenburg, anlässlich des 1.600. Todestags des Bistumsheiligen Martin von Tours. 2003 wurde der Preis im Rahmen des Jubiläums 175 Jahre Bistum Rottenburg-Stuttgart vergeben. Jährlich richtet der Verein unter der Schirmherrschaft des Bischofs den Aschermittwoch in der Diözese Rottenburg-Stuttgart aus.

## Ehemalige Vorstände des Vereins
- Karl Joseph von Hefele
- Josef von Lipp
- Prälat Schwarz
- Paul Wilhelm von Keppler
- Heinrich Detzel[2]
- Arthur Schöninger
- Ignaz Rohr
- Albert Pfeffer
- Erich Endrich

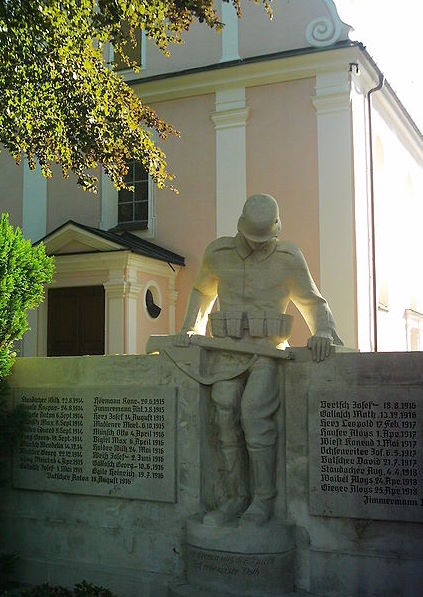
Skulptur vor einer Kirche

- Josef Anselm Graf Adelmann von Adelmannsfelden (1924–2003), Ehrenvorsitzender aus Lebenszeit
- Michael Kessler

## Vorstandschaft
Gewählte stimmberechtigte Mitglieder seit 2006:
| Beruf oder Funktion                           | Name                | Ort               | Funktion im Verein                |
| --------------------------------------------- | ------------------- | ----------------- | --------------------------------- |
| Dekan Dekanat Esslingen-Nürtingen             | Paul Magino         | Wendlingen        | Vorsitzender                      |
| Bildhauerin                                   | Michaela A. Fischer | Auenstein-Ilsfeld | 1. Stellvertretender Vorsitzender |
| Professor für Liturgiewissenschaft            | Stephan Winter      | Tübingen          | Schriftführer                     |
| Referent Institut für Fort- und Weiterbildung | Christoph Schmitt   | Rottenburg        | Kassier                           |

Mitglieder kraft Amtes (Ohne Stimmrecht):
- Domkapitular Gerhard Schneider
- Diözesanbaumeister Thomas Schwieren
- Diözesankonservatorin Melanie Prange